# José Martínez del Cid

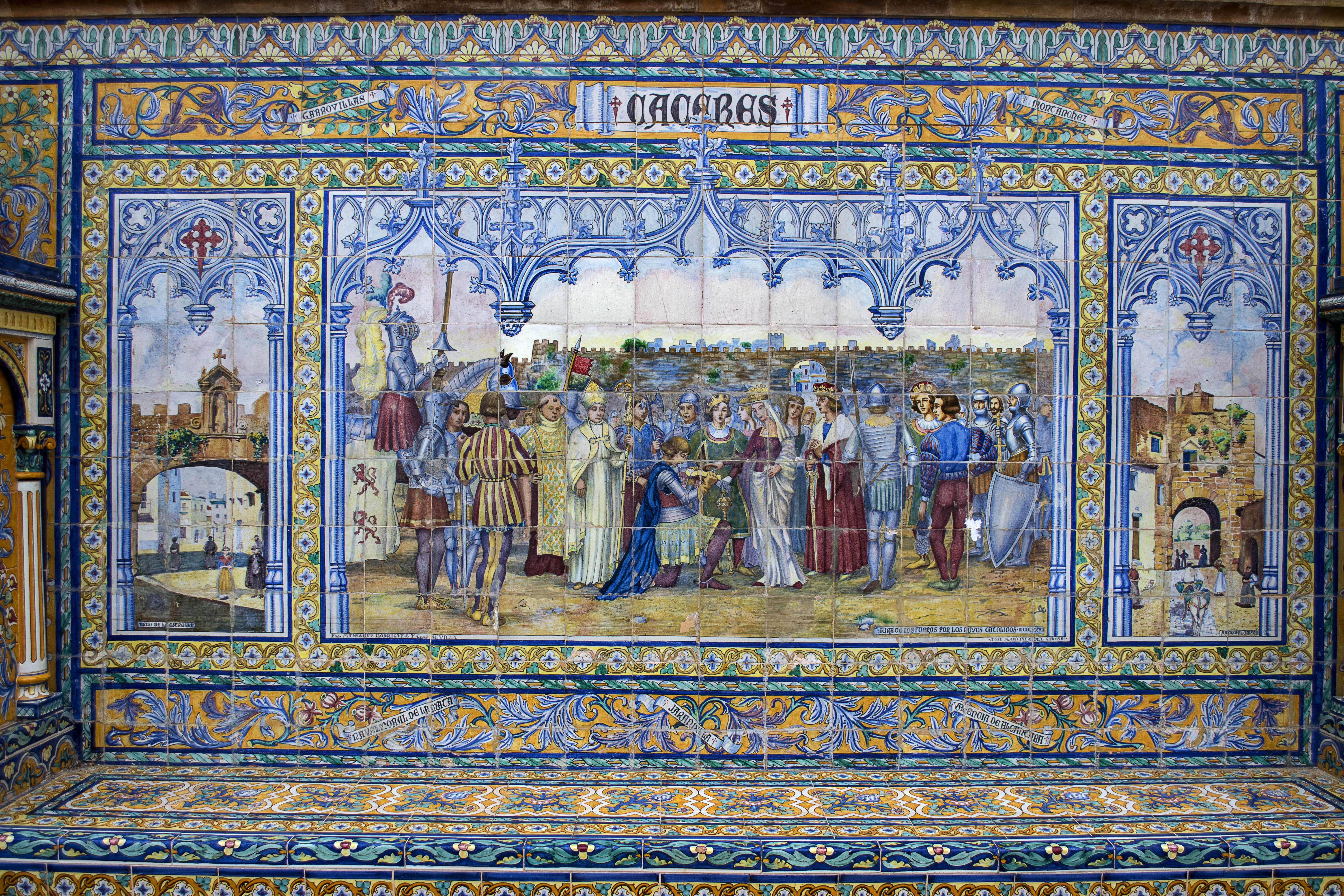
Banco de la plaza de España de Sevilla, correspondiente a Cáceres, pintado por José Martínez en 1925.

José Martínez del Cid (Sevilla, 4 de enero de 1904-ibídem, 1986) fue un pintor español.

## Biografía
Nació en la calle Betis de la ciudad de Sevilla en 1904, asistió al Colegio Victoria Eugenia en Triana, donde ya inició su afición a la pintura, participando en las sesiones de teatro para las que realizaba los decorados.
En 1915, comenzó a trabajar como aprendiz en la fábrica de cerámica Los Remedios, que era propiedad de la familia Laffitte y que estaba situada en el espacio de la también desaparecida fábrica de tabacos de los Remedios. Se inició haciendo olambrillas de montería. Después trabajó en el taller de Gustavo Bacarisas en la misma fábrica y posteriormente pasó al estudio que inició Bacarisas para atender los trabajos dedicados al Pabellón Real de la plaza de América para la Exposición Iberoamericana.
El mismo año 1915, también ingresó en la Escuela Industrial de Arte y Oficios de Sevilla, que entonces estaba situada en extinto convento de la Merced, actual Museo de Bellas Artes, donde culminó sus estudios y en la que obtuvo varios premios.
En 1921, del taller de Bacarisas, pasó al estudio del arquitecto Aníbal González, donde recibió una buena formación artística y con el que colaboró en sus trabajos para la Exposición de 1929. Una muestra de este trabajo es el banco de la plaza de España, correspondiente a la provincia de Cáceres. También trabajó en el Casino y el Teatro, cuya decoración realizó íntegramente, y en la ormanetación del Pabellón Real. También continuó colaborando con Vicente Traver, cuando este se hizo cargo de la Exposición.
Asistió como alumno a la sección de Bellas Artes del Ateneo de Sevilla, en la que ganó un premio de cincuenta pesetas. Allí tuvo como profesor a Gonzalo Bilbao, que lo eligió posteriormente como ayudante en su taller y que influiría profundamente en su formación. En 1923, al terminar sus estudios fue nombrado profesor ayudante meritorio en la Escuela Industrial de Arte y Oficios.
Fue pensionado a la Casa de Velázquez, la institución cultural pública francesa con sede en Madrid, en 1928. Durante muchos años se mantendría ligado con esta institución con la que participaría en exposiciones en Madrid y Barcelona. La Guerra Civil le sorprendió realizando una oposiciones en Madrid. Durante la Guerra, vivió en Madrid y Alicante, trabajó como profesor de dibujo en un instituto de Alicante y realizó las ilustraciones de algunos libros. Al regrasar a Sevilla, en 1940 accedió a una plaza de profesor de la Escuela Superior de Bellas Artes y en 1942 ocupó la cátedra de perspectiva en la que permanecíó hasta su jubilación.
En 1944, realizó su primera exposición individual, en la galería Velázquez de Sevilla, donde presentó un total de cuarenta y cinco trabajos. Durante la década de los cuarenta y cincuenta participó en múltiples exposiciones colectivas en Sevilla y también en Barcelona, en las Galerías Layetanas que celebraban un certamen de obras de maestros procedentes de la Casa Velázquez. En los años sesenta se acentuó más su trabajo como acuarelista, abandonando el óleo.
En 1964 realizó la cúpula, paredes y techos de la iglesia de San Sebastián de Sevilla. En 1974 le fue concedida la Cruz de Caballero de la Orden de las Artes y las letras de Francia.
Cultivó a lo largo de su carrera el paisaje urbano y rural más que cualquier otro género, donde destacan su pintura de patios sevillanos.